# Balmoral (Nouvelle-Zélande)
Pour les articles homonymes, voir Balmoral.
Balmoral est une banlieue de la cité d’ Auckland, située dans l’Île du Nord de la Nouvelle-Zélande.

## Situation
Elle  est localisée à approximativement 5 km du centre-ville de la cité d’Auckland.

## Toponymie
Elle fut dénommée au tournant du XXe siècle et son nom dérive de celui du château de Balmoral, la résidence écossaise de la famille royale britannique.
La plupart des maisons dans ce secteur sont des années 1920 et 1930, souvent de style bungalows californiens (en).
Balmoral était une partie du borough de Mount Eden, qui devint lui-même, une partie de la cité d’Auckland en 1989.
En novembre 2010, le secteur fut inclus dans le ward de ward d’Albert-Eden-Roskill au sein du nouveau Conseil d’Auckland.
Un caractère distinctif est le nombre de restaurants asiatiques, qui sont localisés dans le centre commercial de Balmoral et dans l’entourage de l’intersection de ‘Dominion Road’.

## Bâtiments notables
- L’église méthodiste dans ‘Dominion Road’.

Construite en brique rouge et de style gothique, cette église fut installée en 1926 selon le design de d’Arthur White.
- Le Symphonia Hall – au croisement de  ‘Dominion Road’ et ‘St Albans Avenue’.

C’est un ancien cinéma, maintenant  utilisé comme quartier général de l’Orchestre de la Philharmonie d’Auckland.
- Appartement du Mont-le-Grand – au croisement de  ‘Dominion’ et ‘Mont le Grand Roads’.

Un groupe d’appartements des années 1930.
Construction en béton avec un toit de tuiles de Marseille et des fenêtres en armature de métal Triticale.
- Église St Albans. 443 Dominion Road. Église Anglicane – une partie de l’association mondiale des congrégations associées avec St Alban – un des premiers martyrs chrétiens en Grande Bretagne[1].

La portion en bois de cette structure fut construite en 1884, la portion en brique fut ajoutée en 1905.
Plusieurs congrégations de culte y siègent, aidant à réaliser les 12 actes  du culte chaque semaine.
Ceci inclut le parler de l’hindi anglican dans le Tikanga Pasifika dont la paroisse est appelée  Anugrah (Grace), ainsi que le rite orthodoxe érythréen originaire d’Afrique du nord.
- Église orthodoxe russe de la Résurrection (ROCOR) 447A Dominion Rd, Mt Eden, Auckland.

Une petite structure en bois distinctive par le dôme en forme d'oignon, typique de l’architecture de l’ancienne Russie.
- Le «Mount Eden War Memorial Hall» - 489 Dominion Road. 1957  un bâtiment moderniste en brique crème .

En décembre 2010, le «Compagnie théâtrale d’Auckland» (en) se déplaça vers le niveau inférieur du Hall, le remettant en état pour y inclure leurs bureaux et deux espaces de répétition.
- «Potter's Park» – au coin de ‘Dominion’ et ‘Balmoral Roads’.

Nommé d’après Frederick Potter, un des propriétaires des terrains victoriens de Balmoral, qui fit don d’une pièce de terrain pour la communauté.
- «The Christmas Tree House» - 112 Balmoral Road.

Les maisons en bois du XIXe siècle siégeant sur une vaste zone plate avec des propriétés ouvertes entourées de murs en roches volcaniques .
Ce terrain avait l’habitude d’être couvert par la croissance des  arbres Xmas donnant un effet légèrement sur-réél des maisons blanches de type Victorien dans un paysage perpétuellement monochrome de couleur verte .
Le dernier exemple restant du paysage ouvert et vide, qui existait ici avant le XXe siècle du développement suburbain de cette zone marécageuse.
- Paddington Square - 149 - 157  Balmoral Road.

Le développement en 1970 de maisons de villes du complexe de la Edwardian Factory.
- The Capitol Picture Theatre - 614 Dominion Road.

Un cinéma des années 1920 construit dans un style néo-grecque.
Durant les années 1980, ce fut l’un des endroits les plus réputés pour les films d’art connu comme  "Charlie Greys".
A la fin des années 1990, sa taille fut réduite et une portion de l’auditorium devint un mur d’escalade indoor.
Le reste des bâtiments fonctionnent toujours comme un cinéma, et après des années de projection principalement du Cinéma indien, il a récemment été restauré et est maintenant appelé à nouveau le cinéma le Capitol.
- L’église baptiste de Balmoral  au ‘682 Dominion Road’. Carrefour de  Dominion et de  Queens Road. Un bâtiment moderniste des années 1960, en béton et en briques rouges.
- Brazier Bookshop. 714 Dominon Road.

Une librairie tenue par les parents de Graham Brazier (en)-un musicien néo-zélandais.
- L’église de Nazarene. 675 Dominion Road. Crefour de Dominion Road et de Telford Avenue.
- Cheapside - 727 et 771 Dominion Road. Une paire blocs de bâtiments des années 1920 dans le style des missions espagnoles .

## Éducation
- Good Shepherd School   est une école mixte catholique assurant le primaire, depuis 100 ans jusqu’en 2012. Elle a un taux de décile de 8 avec un effectif de 200 élèves.
- Balmoral School   est une école à la fois primaire et intermédiaire sur le même site et est aussi âgée d’environ 100 ans. Elle a un taux de décile de 9 avec un effectif de 850 élèves.
- Maungawhau School  est une école primaire avec un taux de décile de 10 depuis plus de 100 ans et a un effectif de 650 élèves.

La foire de l’école de Maungawhau est un évènement annuel, qui fait la joie de tout l’environnement.
- Balmoral Seventh-day Adventist School  est une école mixte, intégrée au public, assurant tout le primaire, de l’année 1 à 8 et fonctionnant au niveau de l’église des «Seventh-day Adventiste»; Elle a un effectif de  38 élèves et un taux de taux de décile de 5 [2].

Les écoles  secondaires locales  sont 
- Mount Albert Grammar School (en),
- collège Marist d’Auckland (en),
- Auckland Grammar School et
- St Peter's College.